# Idioma libido
Libido (también conocida como mareqo, mareko) es una lengua afroasiática de Etiopía, que se habla en el distrito de Mareko, en la zona de Gurage de la Región de las Naciones, Nacionalidades y Pueblos del Sur, directamente al sureste de Butajira. La lengua  cuenta con unos 58800 hablantes nativos (censo de 2007).
Está estrechamente relacionado con el Hadiyya (un dialecto según Blench 2006) dentro de las lenguas cusitas orientales de las tierras altas. Su sintaxis es SOV; su verbo tiene construcciones pasivas, reflexivas y causativas, así como una voz media.

## Otras lecturas
- Korhonen, Elsa, Mirja Saksa y Ronald J. Sim. 1986. A dialect study of Kambaata-Hadiyya (Ethiopia) [parte 1]. Afrikanistische Arbeitspapiere 5: 5-41.
- Korhonen, Elsa, Mirja Saksa y Ronald J. Sim. 1986. A dialect study of Kambaata-Hadiyya (Ethiopia), [parte 2]: Apéndices. Afrikanistische Arbeitspapiere 6: 71-121.